# Kargino (obwód uljanowski)
Kargino (ros. Каргино) – wieś (sieło) w Rosji, w obwodzie uljanowskim, w rejonie wieszkajmskim. W 2010 liczyła 750 mieszkańców.